# OK-Q8
OK-Q8 AB er et svensk aktieselskab, som siden 1999 har drevet Sveriges største kæde af tankstationer, siden 2000 under varemærket OKQ8. Den ene halvdel af firmaet ejes af OK Ekonomisk förening, og den anden halvdel af det kuwaitiske, stajsejede olieselskab, Q8 (Kuwait Petroleum International), og driver de stationer, som OK hhv. Q8 tidligere drev hver for sig på de områder, hvor en fritstående OK-forening ikke kan fungere.
OKQ8 har 1,6 millioner medlemmer, ca. 2.000 ansatte, ca. 700 stationer i Sverige og 17,2 mia. i omsætning.

## Brændstoftyper til salg på OKQ8-stationer
- Blyfri 95
- Blyfri 98
- Diesel
- E85
- Alkylatbenzin
- Biogas
- Autogas (LPG)